# روجر ديفيد سبنسر
روجر ديفيد سبنسر (بالإنجليزية: Roger David Spencer)‏ هو عالم نبات أسترالي، ولد في 6 أكتوبر 1945.